# De vlucht van Bella
De vlucht van Bella is het 104de stripverhaal van Jommeke. De reeks wordt getekend door striptekenaar Jef Nys.

## Verhaal
Jommeke zoekt Bella nog eens op die hij in album 5 was tegengekomen in Zwitserland. Als Jommeke huiswaarts keert volgt Bella hem. Marie, de moeder van Jommeke, is niet akkoord met de aanwezigheid van Bella. Jommeke gaat vervolgens met Bella naar Gobelijn. Daar leert de professor Bella niet alleen praten maar ook piano spelen. Later doet Bella mee aan een wedstrijd die ze nog wint ook. Doch Bella wordt ontvoerd. De ontvoerder wil iedereen op een vals spoor zetten door een afscheidsbrief te schrijven waarin staat dat Bella zogezegd meldt dat ze naar het klooster gaat. Na een krantenartikel, hebben onze vrienden een juist spoor en zo vertrekken Jommeke, Filiberke en boer Snor naar Hollywood. Na een wereldtournee krijgt Bella problemen met haar manager. Ze keert huiswaarts met een hoop geld. Ten slotte koopt Boer Snor een muziekinstallatie voor Bella en alles komt weer in orde.

## Achtergronden bij het verhaal
- Later is Bella nogmaals te zien in album De bruid van El Toro en in nog een aantal andere verhalen.